# Jaume Bordoy i Ferrer
Jaume Bordoy i Ferrer   (Barcelona, 2 d'abril de 1936 - 2 de març de 2024) fou un comerciant i antic pilot de motociclisme català. Especialista en resistència, destacà en proves com ara les 24 Hores de Montjuïc, on formant equip amb Maurici Aschl fou setè el 1959 i, amb Manuel Traver, guanyador en categoria de 125cc el 1961, aconseguint així el Campionat d'Espanya de la cilindrada. Practicà també amb èxit el trial, esport del qual en fou un dels pioners a Catalunya a finals de la dècada de 1960. Bordoy fou, de fet, el primer a poder vèncer el campió d'Espanya Pere Pi després d'una ratxa de 48 victòries seguides del lliçanenc.
Ja retirat de la competició, el 1971 fundà l'establiment Motos Bordoy a Barcelona, negoci que actualment porten els seus fills i que ha derivat en la fabricació de les seves pròpies motocicletes, amb marca Macbor. El gener del 2024, la Federació Catalana de Motociclisme li concedí el premi Legends en reconeixement de la seva trajectòria motociclista.